# Caudal Deportivo
Il Caudal Deportivo de Mieres è una società calcistica con sede a Mieres, nelle Asturie, in Spagna.
Gioca nella Tercera División RFEF, la quinta serie del campionato spagnolo.

## Storia
Il calcio arrivò a Mieres all'inizio del XX secolo. La nascita del primo club della città, chiamato Sporting de Mieres, risale al 1914. Nel 1918 la società si sciolse e nacque il Racing Club de Mieres.
Con la Guerra civile spagnola il club dovette cambiare il suo nome in Caudal Deportivo de Mieres. Questo avvenne il 3 gennaio 1941.
Nel 1946 il Caudal fu promosso in Tercera División, e nel 1951 in Segunda División. Nel 1958, dopo sette stagioni nella seconda serie, retrocesse di nuovo in Tercera División.
Nel 2010 ha ottenuto la promozione in Segunda División B.

## Tornei nazionali
- 1ª División: 0 stagioni
- 2ª División: 7 stagioni
- 2ª División B: 14 stagioni
- 3ª División: 53 stagioni
- 3ª División RFEF: 1 stagione

## Palmarès

### Competizioni nazionali
- Tercera División: 14

1949-1950, 1959-1960, 1962-1963, 1963-1964, 1986-1987, 1990-1991, 1992-1993, 1993-1994, 1994-1995, 2002-2003, 2006-2007, 2009-2010, 2011-2012, 2015-2016

### Altri piazzamenti
- Tercera División:

Secondo posto: 1950-1951, 1958-1959, 1966-1967, 1985-1986, 1991-1992, 2014-2015
Terzo posto: 1961-1962, 1964-1965, 1965-1966, 1979-1980, 1980-1981, 1988-1989, 1996-1997, 2018-2019
- Tercera Federación:

Secondo posto: 2024-2025 (girone 2)